# Malá Skála
Malá Skála là một làng thuộc huyện Jablonec nad Nisou, vùng Liberecký, Cộng hòa Séc.